# 约特·布洛姆奎斯特
约特·布洛姆奎斯特（瑞典語：Göte Blomqvist，1928年1月11日—2003年2月28日），瑞典男子冰球运动员，1946年开始职业生涯。他曾代表瑞典参加1952年冬季奥林匹克运动会冰球比赛，获得一枚铜牌。